# Sydlige halvkugle
Den sydlige halvkugle er et udtryk, som bruges om den halvdel af jordens overflade, der ligger mellem ækvator og sydpolen. Traditionelt bruges udtrykket om kontinenterne Afrika, Australien og Sydamerika i deres helhed[kilde mangler], selv om den nordlige del af Afrika og Sydamerika strengt taget slet ikke burde tages med.
Den reelle grænse mellem den nordlige og den sydlige halvkugle følger altså slet ikke ækvator[kilde mangler], men i stedet en linje gennem Panamakanalen, det nordlige Atlanterhav, Gibraltarstrædet, Middelhavet og Suezkanalen. Derefter krydser linjen det Indiske Ocean, går syd om Indonesien og tværs gennem Stillehavet[kilde mangler].
Selv om man i oldtiden havde erkendt Jordens kugleform og derfor måtte regne med eksistensen af den sydlige halvkugle, var denne stort set uudforsket. Man anså den for ikke blot ubeboet men også – af teologiske grunde – ubeboelig.